# Vertrauensperson (Bundeswehr)
Eine Vertrauensperson ist in der deutschen Bundeswehr eine Vertretung der Soldaten nach dem Soldatenbeteiligungsgesetz (SBG) neben den Gremien der Vertrauenspersonen und den Personalvertretungen (§ 1 Abs. 1 SBG). Die Vertrauensperson soll zur verantwortungsvollen Zusammenarbeit zwischen Vorgesetzten und Untergebenen sowie zur Festigung des kameradschaftlichen Vertrauens innerhalb des Bereiches beitragen, für den sie gewählt ist. Sie und der Disziplinarvorgesetzte arbeiten im Interesse der Soldaten des Wahlbereiches und zur Erfüllung des Auftrages der Streitkräfte mit dem Ziel der Verständigung eng zusammen (§ 19 Abs. 1 f. SBG).

## Grundsätze
Die Laufbahngruppen der Offiziere, Unteroffiziere und Mannschaften haben jeweils eine eigene Vertrauensperson. Vertrauenspersonen bestehen in Einheiten, auf Schiffen und Booten der Marine, in Stäben der Verbände und Großverbände sowie vergleichbarer Dienststellen und Einrichtungen, in integrierten Dienststellen und Einrichtungen und in der Regel in multinationalen Dienststellen und Einrichtungen (§ 4 Abs. 1 SBG). In anderen Dienststellen und Einrichtungen, zum Beispiel militärischen Ämtern, aber auch in Kommandos oder Stäben, die neben Führungsaufgaben auch Aufgaben der militärischen Grundorganisation wahrnehmen, und in der Regel Stäbe der Korps sowie entsprechende Dienststellen, werden Soldaten durch Personalvertretungen nach dem Bundespersonalvertretungsgesetz (BPersVG) vertreten (§ 60 Abs. 1 SBG), in denen die „Soldatenvertreter“ neben den Beamten und Arbeitnehmern eine dritte Gruppe bilden (§ 60 Abs. 3 Satz 1 SBG i. V. m. § 5  BPersVG). In Angelegenheiten, die nur die Soldaten betreffen, haben die Soldatenvertreter die Befugnisse der Vertrauensperson (§ 63 Abs. 1 Satz 1 SBG).
Das Amt der Vertrauensperson ist ein Ehrenamt, welches in der Regel während der Dienstzeit ausgeübt wird (§ 8 Abs. 1, Abs. 2 Satz 1 SBG). Der Vertrauensperson ist während des Dienstes Gelegenheit zu geben, Sprechstunden und Versammlungen innerhalb dienstlicher Unterkünfte oder Anlagen abzuhalten (§ 8 Abs. 3, Abs. 2 Satz 1 SBG).
Die Amtszeit der Vertrauensperson beträgt vier Jahre (§ 10 Abs. 1 Satz 1 SBG). Sie endet vorzeitig z. B. durch Beendigung des Wehrdienstverhältnisses oder Ausscheiden aus dem Wahlbereich (Versetzung; § 10 Abs. 2 SBG), wobei die Versetzung oder eine Kommandierung für mehr als drei Monate gegen ihren Willen nur erfolgen darf, wenn dies auch unter Berücksichtigung ihrer Stellung als Vertrauensperson aus dienstlichen Gründen unvermeidbar ist (§ 16 Abs. 1 Satz 1 SBG). In diesem Fall tritt die mit der höchsten Stimmenzahl gewählte stellvertretende Vertrauensperson an ihre Stelle. Sind keine stellvertretenden Vertrauenspersonen mehr vorhanden, sind grundsätzlich für die Dauer der restlichen Amtszeit der Vertrauensperson zwei stellvertretende Vertrauenspersonen im vereinfachten Wahlverfahren zu wählen (§ 14 Abs. 1 SBG).
Die Vertrauensperson darf in der Ausübung ihrer Befugnisse nicht behindert und wegen ihrer Tätigkeit nicht benachteiligt oder begünstigt werden (§ 15 Abs. 1 SBG). Für die Ahndung von Dienstvergehen der Vertrauensperson ist der nächsthöhere Disziplinarvorgesetzte zuständig (§ 15 Abs. 2 Satz 1 SBG).

## Wahl
Die Vertrauensperson und die beiden stellvertretenden Vertrauenspersonen werden in allgemeiner, unmittelbarer, freier, gleicher und geheimer Wahl nach den Grundsätzen der Personenwahl gewählt (§ 3 Abs. 1 SBG). Die drei Laufbahngruppen bilden jeweils eine Wählergruppe. Umfasst eine Wählergruppe weniger als fünf Personen, werden die Wahlberechtigten demjenigen Stab des Verbands zugeteilt, der ihnen unmittelbar übergeordnet ist (z. B. die Offiziere einer Kompanie dem Bataillonsstab; § 4 Abs. 6 SBG). Soldaten wählen in Schulen oder vergleichbaren Einrichtungen der Streitkräfte, wenn sie dort an Lehrgängen teilnehmen, die länger als 30 Kalendertage dauern, ebenfalls Vertrauenspersonen (§ 4 Abs. 3 SBG).
Kommandeure, stellvertretende Kommandeure, Chefs der Stäbe sowie Kompaniechefs und Offiziere in vergleichbarer Dienststellung sind nicht wählbar (§ 6 Abs. 2 SBG).

## Aufgaben
Die Vertrauensperson beantragt Maßnahmen, die der Dienststelle und ihren Soldaten dienen, wacht darüber, dass die zugunsten der Soldaten geltenden Gesetze, Verordnungen und Vorschriften durchgeführt werden, nimmt Anregungen und Beanstandungen von Soldaten entgegen und wirkt, falls diese berechtigt erscheinen, durch Erörterung mit dem Disziplinarvorgesetzten auf ihre Erledigung hin, setzt sich dafür ein, dass die Vereinbarkeit von Familie und Dienst in der Bundeswehr gefördert wird und wirkt auf die Verwirklichung der Ziele des Soldatinnen- und Soldaten-Gleichbehandlungsgesetzes (SoldGG) sowie des Soldatinnen- und Soldatengleichstellungsgesetzeses (SGleiG) hin (§ 19 Abs. 3 SBG).

### Anhörungs- und Vorschlagsrecht
Ist die Vertrauensperson zu beabsichtigten Maßnahmen anzuhören, ist sie über diese rechtzeitig und umfassend zu unterrichten. Der Disziplinarvorgesetzte hat der Vertrauensperson zu den beabsichtigten Maßnahmen Gelegenheit zur Stellungnahme zu geben. Diese ist mit ihr zu erörtern (§ 21 SBG). Sofern der Vertrauensperson ein Vorschlagsrecht zusteht, hat der Disziplinarvorgesetzte die Vorschläge rechtzeitig mit ihr zu erörtern (§ 22 Abs. 1 Satz 1 SBG).
Die Vertrauensperson wird von dem nächsten Disziplinarvorgesetzten, außer im Falle der ausdrücklichen Ablehnung des Betroffenen, in Personalangelegenheiten angehört bei der Genehmigung, dem Widerruf der Genehmigung oder der Ablehnung von Sonderurlaub, von Betreuungsurlaub, einer Nebentätigkeit, einer Teilzeitbeschäftigung, von ortsunabhängigem Arbeiten und von Telearbeit (§ 24 Abs. 1 SBG). Sie soll angehört werden bei Versetzungen mit Ausnahme der Versetzung im Anschluss an die Grundausbildung und im Rahmen festgelegter Ausbildungsgänge, Kommandierungen mit einer Dauer von mehr als drei Monaten, ausgenommen Lehrgänge, Status- oder Laufbahnwechsel, Wechsel auf einen anderen Dienstposten, Maßnahmen, die ohne qualifizierten Abschluss der Erweiterung der persönlichen Kenntnisse und Fähigkeiten dienen, vorzeitige Beendigung des Dienstverhältnisses, sofern ein Ermessensspielraum besteht, und Verbleiben im Dienst über die besonderen Altersgrenzen (§ 44 Abs. 2 i. V. m. § 45 Abs. 2 SG) hinaus (§ 24 Abs. 2 SBG).
Der nächste Disziplinarvorgesetzte hat die Vertrauensperson anzuhören zu den lang- und mittelfristigen Planungen in Jahres- und Quartalsausbildungsbefehlen sowie zu den allgemeinen Regelungen für Rahmendienstpläne (§ 25 Abs. 1 SG).
Die Vertrauensperson hat darüber hinaus ein Anhörungs- und Vorschlagsrecht bei der Gestaltung des Dienstbetriebes, der Gewährung von Freistellung vom Dienst für die Einheit oder Teileinheiten, der Festlegung der dienstfreien Werktage, der Anordnung von Wach- und Bereitschaftsdiensten sowie zusätzlichem Dienst und Mehrarbeit sowie der Einteilung von Soldaten zu Sonder- und Zusatzdiensten (§ 25 Abs. 2 SG).
Bei der Gestaltung der dienstlichen Unterkünfte und in anderen Fragen der Betreuung und Fürsorge ist die Vertrauensperson anzuhören. Sie kann hierzu Vorschläge machen (§ 26 Abs. 4 f. SG).
Wollen Disziplinarvorgesetzte Disziplinarmaßnahmen verhängen, so ist die Vertrauensperson vor der Entscheidung zur Person des Soldaten, zum Sachverhalt und zum Disziplinarmaß anzuhören, außer im Fall der ausdrücklichen Ablehnung des Soldaten (§ 28 Abs. 1 SBG).
Die Vertrauensperson hat das Recht, Soldaten ihrer Wählergruppe für eine förmliche Anerkennung (§ 11 Abs. 1 WDO) oder für einen Bestpreis vorzuschlagen. Der Disziplinarvorgesetzte hat die Vertrauensperson vor der Erteilung einer förmlichen Anerkennung, deren Rücknahme und der Erteilung eines Bestpreises anzuhören (§ 29 SBG).
Die Vertrauensperson soll angehört werden, wenn Soldaten ihrer Wählergruppe für die Verleihung des Ehrenzeichens der Bundeswehr oder für einen Orden vorgeschlagen werden sollen oder bei der Vergabe von leistungsbezogenen Elementen der Besoldung (§ 30 SBG).
Im Beschwerdeverfahren nach der Wehrbeschwerdeordnung (WBO) soll die Vertrauensperson des Beschwerdeführers angehört werden, wenn eine Beschwerde den Dienstbetrieb, die Fürsorge, die Berufsförderung, die außerdienstliche Betreuung und Freizeitgestaltung für Soldaten oder dienstliche Veranstaltungen geselliger Art betrifft (§ 31 Abs. 1 SBG).

### Mitbestimmungsrecht
Die Vertrauensperson hat beim Dienstbetrieb ein Mitbestimmungsrecht bei der Festlegung von Beginn und Ende der regelmäßigen täglichen Arbeitszeit und der Pausen sowie der Verteilung der Arbeitszeit auf die einzelnen Wochentage, der Auswahl der Teilnehmer an Weiterbildungsveranstaltungen Soldaten mit Ausnahme der durch Berufsordnungen geregelten Weiterbildungen, der Bestellung von Vertrauens- und Betriebsärzten, der Einführung und Anwendung technischer Einrichtungen, die dazu bestimmt sind, das Verhalten oder die Leistung der Soldaten zu überwachen, ausgenommen, wenn technische Einrichtungen zum Zwecke der Ausbildung der Soldaten eingesetzt werden, Maßnahmen zur Hebung der Arbeitsleistung und zur Erleichterung des Dienstablaufs, der Geltendmachung von Ersatzansprüchen in Höhe von mehr als 250 Euro gegen Soldaten, sofern diese der Beteiligung der Vertrauensperson zustimmen, Inhalten von Personalfragebögen für Soldaten, Maßnahmen, die der Förderung der Vereinbarkeit von Familie und Dienst dienen, der Aufstellung des Urlaubsplanes und der Festsetzung der zeitlichen Lage des Erholungsurlaubs für einzelne Soldaten, wenn zwischen der oder dem nächsten Disziplinarvorgesetzten und den beteiligten Soldaten kein Einverständnis erzielt werden kann, Maßnahmen zur Verhütung von Dienst- und Arbeitsunfällen und sonstigen Gesundheitsschädigungen (§ 25 Abs. 3 SBG).
Sie hat im Bereich der Betreuung und Fürsorge grundsätzlich ein Mitbestimmungsrecht bei Entscheidungen über die Verwendung von Mitteln aus Gemeinschaftskassen, Errichtung, Verwaltung und Auflösung von Betreuungseinrichtungen eines Standorts oder Betreuungseinrichtungen einer Truppenunterkunft und Maßnahmen der außerdienstlichen Betreuung und der Freizeitgestaltung für Soldaten sowie dienstlichen Veranstaltungen geselliger Art (§ 26 Abs. 3 SBG).
Bei Ermessensentscheidungen des Disziplinarvorgesetzten über Maßnahmen der Berufsförderung bestimmt die Vertrauensperson auf Antrag der Soldaten mit (§ 27 Abs. 1 Satz 1 SBG).

## Gremien der Vertrauenspersonen

### Vertrauenspersonenversammlungen
Die Vertrauenspersonen eines Verbands oder einer vergleichbaren militärischen Dienststelle bilden die Versammlung der Vertrauenspersonen des Verbands. Die Sprecher der Versammlungen der Vertrauenspersonen des Verbands und ihre Stellvertreter bilden mit Ausnahme der Schulen für jeweils einen Kasernenbereich die Versammlung der Vertrauenspersonen des Kasernenbereichs. In Standorten mit mindestens zwei Kasernen wird eine Versammlung der Vertrauenspersonen des Standorts gebildet. Hierfür wählen die Versammlungen der Vertrauenspersonen des Kasernenbereichs je einen Vertreter der Laufbahngruppen als Mitglied (§ 33 SBG). Bei Brigaden und Divisionen oder diesen jeweils vergleichbaren militärischen Dienststellen werden Versammlungen der Vertrauenspersonen gebildet (§ 34 SBG). Die Mitglieder der Versammlungen der Vertrauenspersonen wählen in gesonderten Wahlgängen einen Vorstand, der aus einem Sprecher sowie einem ersten und zweitem Stellvertreter besteht (§ 35 SBG). Die Versammlungen der Vertrauenspersonen treten grundsätzlich einmal im Kalendervierteljahr zusammen (§ 36 SBG).

### Vertrauenspersonenausschüsse
Der Gesamtvertrauenspersonenausschuss (GVPA) sowie die Vertrauenspersonenausschüsse der militärischen Organisationsbereiche sind Vertrauenspersonenausschüsse (§ 37 Abs. 1 SBG).

#### Gesamtvertrauenspersonenausschuss
Der Gesamtvertrauenspersonenausschuss wird beim Bundesministerium der Verteidigung (BMVg) gebildet und umfasst 35 Mitgliedern. In ihm sollen die Soldaten der militärischen Organisationsbereiche sowie der Dienststellen, die keinem militärischen Organisationsbereich angehören, nach Laufbahngruppen angemessen vertreten sein. Die Mitglieder der Gruppe der Soldaten im Hauptpersonalrat beim BMVg treten als weitere Mitglieder hinzu (§ 38 Abs. 1 SBG). Er besteht seit 1993. Die Mitglieder des GVPA werden von allen Vertrauenspersonen des Geschäftsbereichs des BMVg gewählt (§ 40 f. SBG). Ihre Amtszeit beträgt vier Jahre. Der GVPA jeweils einen Sprecher und zwei Stellvertreter. Die einem militärischen Organisationsbereich angehörenden Mitglieder des GVPA bilden jeweils eine Gruppe (§ 38 Abs. 2 Satz 1 SBG). Die Mitglieder, die keinem militärischen Organisationsbereich angehören, bilden zusammen eine weitere Gruppe (§ 38 Abs. 2 Satz 2 SBG). Die Gruppen wählen einen Bereichssprecher (§ 45 Abs. 1 Satz 1 Nummer 2 SBG).

#### Vertrauenspersonenausschüsse der militärischen Organisationsbereiche
Bei den unmittelbar dem BMVg nachgeordneten Kommandos der militärischen Organisationsbereiche werden Vertrauenspersonenausschüsse der militärischen Organisationsbereiche gebildet (§ 39 Abs. 1 Satz 1 SBG). Die Mitglieder der Vertrauenspersonenausschüsse der militärischen Organisationsbereiche werden von den Vertrauenspersonen der jeweiligen militärischen Organisationsbereiche gewählt (§ 40 f. SBG). Ihre Amtszeit beträgt vier Jahre. Die Vertrauenspersonenausschüsse wählen jeweils einen Sprecher und zwei Stellvertreter.